# خداشناسی ادیان
خداشناسی ادیان یا الهیات ادیان شاخه‌ای از الهیات است (که بیشتر توسط الهیات مسیحی، هندو، اسلامی و یهودی نمایندگی می‌شود) و مطالعات دین‌شناسی است که سعی در ارزیابی خداشناختی پدیده‌های ادیان دارد. سه مکتب مهم در الهیات مسیحی ادیان عبارتند از: کثرت‌گرایی، شمول‌گرایی و انحصارگرایی که رابطه سنت‌های دینی دیگر را با مسیحیت توصیف می‌کنند و سعی می‌کنند تا به پرسش‌هایی دربارهٔ ماهیت خدا و بندگی پاسخ دهند.